# Brahmi
Brahmi es el nombre moderno que se le da a los miembros más antiguos de la familia bráhmica de escritura.
Al igual que el alfabeto kharosthi, el brahmi se utilizaba para escribir los dialectos del prácrito (derivado popular del sánscrito). Los registros sobrevivientes de esta letra se circunscriben principalmente a inscripciones en edificios y tumbas, así como en textos litúrgicos. 

## Nombre
- brāhmī, en el sistema AITS (alfabeto internacional para la transliteración del sánscrito).
- Pronunciación: "brájmi",[2] o más usual «brámi».
- Etimología: ‘habla, discurso’ o Sárasuati (la diosa del habla), según el Majábharata 1.19.[2]

## Historia
Las inscripciones brahmi más conocidas son los Edictos de Ashoka, que están excavados en roca en el centro-norte de la India y que datan del siglo III a. C.
Estos son tradicionalmente considerados como los primeros ejemplos conocidos de la escritura Brahmi, a pesar de que los recientes descubrimientos sugieren que la letra brahmi puede ser algo más antigua. La escritura fue descifrada en 1837 por James Prinsep (1799-1840), arqueólogo, filólogo y empleado de la Compañía Británica del Oriente de la India.

### Origen
Los orígenes de la escritura brahmi no están claros. Se han propuesto varias hipótesis, pero ninguna cuenta con pruebas suficientes que la respalden ni pongan de acuerdo a los estudiosos.
El consenso académico tradicional se basa en Albrecht Weber (1856) y en Sobre el origen del alfabeto indio brahma (1895),
y sostiene que el brahmi deriva de la escritura imperial aramea, como fue claramente el caso del alfabeto kharoshti, de la misma época, que surgió en el noroeste de la India bajo el control del Imperio aqueménida (550-331 a. C.). En 1996, esta hipótesis aramea era considerada el escenario más probable.
Sin embargo, esta hipótesis sigue siendo debatida, sobre todo en la India. Algunos estudiosos, como F. Raymond Allchin, toman el brahmi como un desarrollo puramente indígena, tal vez proveniente de la escritura del Indo de la Edad del Bronce.  La hipótesis del Indo ha sido cuestionada por la falta de evidencia de la existencia de algún tipo de escritura entre el milenio y medio que transcurrió entre el colapso de la civilización del valle del Indo (hacia el siglo XIX a. C.) y la primera aparición de la escritura brahmi en la mitad del siglo IV a. C.

## Sistema de escritura
El silabario brahmi era un abugida (o sea que ―a diferencia de los alfabetos― cada consonante lleva inherente una vocal, generalmente la a), al igual que la letra kharoshthi, que se utilizó en la misma época en los actuales Afganistán y Pakistán.
|    | k- | kh- | g- | gh- | ṅ- | c- | ch- | j- | jh- | ñ- | ṭ- | ṭh- | ḍ- | ḍh- | ṇ- | t- | th- | d- | dh- | n- | p- | ph- | b- | bh- | m- | y- | r- | l- | v- | ś- | ṣ- | s- | h- | ḷ- |
| -- | -- | --- | -- | --- | -- | -- | --- | -- | --- | -- | -- | --- | -- | --- | -- | -- | --- | -- | --- | -- | -- | --- | -- | --- | -- | -- | -- | -- | -- | -- | -- | -- | -- | -- |
| -a | 𑀓  | 𑀔   | 𑀕  | 𑀖   | 𑀗  | 𑀘  | 𑀙   | 𑀚  | 𑀛   | 𑀜  | 𑀝  | 𑀞   | 𑀟  | 𑀠   | 𑀡  | 𑀢  | 𑀣   | 𑀤  | 𑀥   | 𑀦  | 𑀧  | 𑀨   | 𑀩  | 𑀪   | 𑀫  | 𑀬  | 𑀭  | 𑀮  | 𑀯  | 𑀰  | 𑀱  | 𑀲  | 𑀳  | 𑀴  |
| -ā | 𑀓𑀸  | 𑀔𑀸   | 𑀕𑀸  | 𑀖𑀸   | 𑀗𑀸  | 𑀘𑀸  | 𑀙𑀸   | 𑀚𑀸  | 𑀛𑀸   | 𑀜𑀸  | 𑀝𑀸  | 𑀞𑀸   | 𑀟𑀸  | 𑀠𑀸   | 𑀡𑀸  | 𑀢𑀸  | 𑀣𑀸   | 𑀤𑀸  | 𑀥𑀸   | 𑀦𑀸  | 𑀧𑀸  | 𑀨𑀸   | 𑀩𑀸  | 𑀪𑀸   | 𑀫𑀸  | 𑀬𑀸  | 𑀭𑀸  | 𑀮𑀸  | 𑀯𑀸  | 𑀰𑀸  | 𑀱𑀸  | 𑀲𑀸  | 𑀳𑀸  | 𑀴𑀸  |
| -i | 𑀓𑀺  | 𑀔𑀺   | 𑀕𑀺  | 𑀖𑀺   | 𑀗𑀺  | 𑀘𑀺  | 𑀙𑀺   | 𑀚𑀺  | 𑀛𑀺   | 𑀜𑀺  | 𑀝𑀺  | 𑀞𑀺   | 𑀟𑀺  | 𑀠𑀺   | 𑀡𑀺  | 𑀢𑀺  | 𑀣𑀺   | 𑀤𑀺  | 𑀥𑀺   | 𑀦𑀺  | 𑀧𑀺  | 𑀨𑀺   | 𑀩𑀺  | 𑀪𑀺   | 𑀫𑀺  | 𑀬𑀺  | 𑀭𑀺  | 𑀮𑀺  | 𑀯𑀺  | 𑀰𑀺  | 𑀱𑀺  | 𑀲𑀺  | 𑀳𑀺  | 𑀴𑀺  |
| -ī | 𑀓𑀻  | 𑀔𑀻   | 𑀕𑀻  | 𑀖𑀻   | 𑀗𑀻  | 𑀘𑀻  | 𑀙𑀻   | 𑀚𑀻  | 𑀛𑀻   | 𑀜𑀻  | 𑀝𑀻  | 𑀞𑀻   | 𑀟𑀻  | 𑀠𑀻   | 𑀡𑀻  | 𑀢𑀻  | 𑀣𑀻   | 𑀤𑀻  | 𑀥𑀻   | 𑀦𑀻  | 𑀧𑀻  | 𑀨𑀻   | 𑀩𑀻  | 𑀪𑀻   | 𑀫𑀻  | 𑀬𑀻  | 𑀭𑀻  | 𑀮𑀻  | 𑀯𑀻  | 𑀰𑀻  | 𑀱𑀻  | 𑀲𑀻  | 𑀳𑀻  | 𑀴𑀻  |
| -u | 𑀓𑀼  | 𑀔𑀼   | 𑀕𑀼  | 𑀖𑀼   | 𑀗𑀼  | 𑀘𑀼  | 𑀙𑀼   | 𑀚𑀼  | 𑀛𑀼   | 𑀜𑀼  | 𑀝𑀼  | 𑀞𑀼   | 𑀟𑀼  | 𑀠𑀼   | 𑀡𑀼  | 𑀢𑀼  | 𑀣𑀼   | 𑀤𑀼  | 𑀥𑀼   | 𑀦𑀼  | 𑀧𑀼  | 𑀨𑀼   | 𑀩𑀼  | 𑀪𑀼   | 𑀫𑀼  | 𑀬𑀼  | 𑀭𑀼  | 𑀮𑀼  | 𑀯𑀼  | 𑀰𑀼  | 𑀱𑀼  | 𑀲𑀼  | 𑀳𑀼  | 𑀴𑀼  |
| -ū | 𑀓𑀽  | 𑀔𑀽   | 𑀕𑀽  | 𑀖𑀽   | 𑀗𑀽  | 𑀘𑀽  | 𑀙𑀽   | 𑀚𑀽  | 𑀛𑀽   | 𑀜𑀽  | 𑀝𑀽  | 𑀞𑀽   | 𑀟𑀽  | 𑀠𑀽   | 𑀡  | 𑀢𑀽  | 𑀣𑀽   | 𑀤𑀽  | 𑀥𑀽   | 𑀦𑀽  | 𑀧𑀽  | 𑀨𑀽   | 𑀩𑀽  | 𑀪𑀽   | 𑀫𑀽  | 𑀬𑀽  | 𑀭𑀽  | 𑀮𑀽  | 𑀯𑀽  | 𑀰𑀽  | 𑀱𑀽  | 𑀲𑀽  | 𑀳𑀽  | 𑀴𑀽  |
| -e | 𑀓𑁂  | 𑀔𑁂   | 𑀕𑁂  | 𑀖𑁂   | 𑀗𑁂  | 𑀘𑁂  | 𑀙𑁂   | 𑀚𑁂  | 𑀛𑁂   | 𑀜𑁂  | 𑀝𑁂  | 𑀞𑁂   | 𑀟𑁂  | 𑀠𑁂   | 𑀡  | 𑀢𑁂  | 𑀣𑁂   | 𑀤𑁂  | 𑀥𑁂   | 𑀦𑁂  | 𑀧𑁂  | 𑀨𑁂   | 𑀩𑁂  | 𑀪𑁂   | 𑀫𑁂  | 𑀬𑁂  | 𑀭𑁂  | 𑀮𑁂  | 𑀯𑁂  | 𑀰𑁂  | 𑀱𑁂  | 𑀲𑁂  | 𑀳𑁂  | 𑀴𑁂  |
| -o | 𑀓𑁄  | 𑀔𑁄   | 𑀕𑁄  | 𑀖𑁄   | 𑀗𑁄  | 𑀘𑁄  | 𑀙𑁄   | 𑀚𑁄  | 𑀛𑁄   | 𑀜𑁄  | 𑀝𑁄  | 𑀞𑁄   | 𑀟𑁄  | 𑀠𑁄   | 𑀡  | 𑀢𑁄  | 𑀣𑁄   | 𑀤𑁄  | 𑀥𑁄   | 𑀦𑁄  | 𑀧𑁄  | 𑀨𑁄   | 𑀩𑁄  | 𑀪𑁄   | 𑀫𑁄  | 𑀬𑁄  | 𑀭𑁄  | 𑀮𑁄  | 𑀯𑁄  | 𑀰𑁄  | 𑀱𑁄  | 𑀲𑁄  | 𑀳𑁄  | 𑀴𑁄  |
| -Ø | 𑀓𑁆  | 𑀔𑁆   | 𑀕𑁆  | 𑀖𑁆   | 𑀗𑁆  | 𑀘𑁆  | 𑀙𑁆   | 𑀚𑁆  | 𑀛𑁆   | 𑀜𑁆  | 𑀝𑁆  | 𑀞𑁆   | 𑀟𑁆  | 𑀠𑁆   | 𑀡𑁆  | 𑀢𑁆  | 𑀣𑁆   | 𑀤𑁆  | 𑀥𑁆   | 𑀦𑁆  | 𑀧𑁆  | 𑀨𑁆   | 𑀩𑁆  | 𑀪𑁆   | 𑀫𑁆  | 𑀬𑁆  | 𑀭𑁆  | 𑀮𑁆  | 𑀯𑁆  | 𑀰𑁆  | 𑀱𑁆  | 𑀲𑁆  | 𑀳𑁆  | 𑀴𑁆  |

## Descendientes
La letra brahmi fue el antecesor de la mayoría de letras del Asia meridional y el Sudeste asiático, varias letras del Asia Central, tales como el tibetano y kotanés, y posiblemente, parte del hangul coreano. El orden varga de la letra brahmi fue adoptado por los kana japoneses, aunque las letras en sí no están relacionadas.

## Unicode
| Brahmi Official Unicode Consortium code chart (PDF)                                 |   |   |   |   |   |   |   |   |   |   |   |   |   |   |   |     |
|                                                                                     | 0 | 1 | 2 | 3 | 4 | 5 | 6 | 7 | 8 | 9 | A | B | C | D | E | F   |
| U+1100x                                                                             | 𑀀  | 𑀁  | 𑀂  | 𑀃 | 𑀄 | 𑀅 | 𑀆 | 𑀇 | 𑀈 | 𑀉 | 𑀊 | 𑀋 | 𑀌 | 𑀍 | 𑀎 | 𑀏   |
| U+1101x                                                                             | 𑀐 | 𑀑 | 𑀒 | 𑀓 | 𑀔 | 𑀕 | 𑀖 | 𑀗 | 𑀘 | 𑀙 | 𑀚 | 𑀛 | 𑀜 | 𑀝 | 𑀞 | 𑀟   |
| U+1102x                                                                             | 𑀠 | 𑀡 | 𑀢 | 𑀣 | 𑀤 | 𑀥 | 𑀦 | 𑀧 | 𑀨 | 𑀩 | 𑀪 | 𑀫 | 𑀬 | 𑀭 | 𑀮 | 𑀯   |
| U+1103x                                                                             | 𑀰 | 𑀱 | 𑀲 | 𑀳 | 𑀴 | 𑀵 | 𑀶 | 𑀷 | 𑀸  | 𑀹  | 𑀺  | 𑀻  | 𑀼  | 𑀽  | 𑀾  | 𑀿    |
| U+1104x                                                                             | 𑁀  | 𑁁  | 𑁂  | 𑁃  | 𑁄  | 𑁅  | 𑁆  | 𑁇 | 𑁈 | 𑁉 | 𑁊 | 𑁋 | 𑁌 | 𑁍 |   |     |
| U+1105x                                                                             |   |   | 𑁒 | 𑁓 | 𑁔 | 𑁕 | 𑁖 | 𑁗 | 𑁘 | 𑁙 | 𑁚 | 𑁛 | 𑁜 | 𑁝 | 𑁞 | 𑁟   |
| U+1106x                                                                             | 𑁠 | 𑁡 | 𑁢 | 𑁣 | 𑁤 | 𑁥 | 𑁦 | 𑁧 | 𑁨 | 𑁩 | 𑁪 | 𑁫 | 𑁬 | 𑁭 | 𑁮 | 𑁯   |
| U+1107x                                                                             | 𑁰  | 𑁱 | 𑁲 | 𑁳  | 𑁴  | 𑁵 |   |   |   |   |   |   |   |   |   | BNJ |
| Notas Desde la versión Unicode 13.0 Las áreas grises indican segmentos no asignados |   |   |   |   |   |   |   |   |   |   |   |   |   |   |   |     |

## Uso en la medicina ayurvédica
El Brahmi (Bacopa monnieri) es una planta muy valorada en la medicina ayurvédica por sus potentes propiedades neuroprotectoras y rejuvenecedoras. Tradicionalmente, se utiliza para mejorar la memoria, la concentración y la claridad mental, actuando como un adaptógeno que ayuda a reducir el estrés y la ansiedad.
Además, Brahmi es conocido por sus efectos antioxidantes y antiinflamatorios, que contribuyen a la salud general del sistema nervioso y el cerebro. También se emplea para mejorar la digestión, aliviar problemas respiratorios y promover la salud de la piel.
En ayurveda, Brahmi se considera un remedio efectivo para equilibrar el dosha Vata, relacionado con el sistema nervioso y la mente, ayudando a mantener un estado mental calmado y enfocado.